# Franco Fanti
Franco Fanti (* 31. März 1924 in Colorina; † 20. September 2007 in Cantù) war ein italienischer Radrennfahrer.

## Sportliche Laufbahn
Fanti war Teilnehmer der Olympischen Sommerspiele 1948 in London. Im olympischen Straßenrennen kam er beim Sieg von José Beyaert als 19. ins Ziel. Die italienische Mannschaft kam mit Fanti, Alfo Ferrari, Silvio Pedroni und Livio Isotti in der Mannschaftswertung auf den 4. Rang.
Mit 15 Jahren begann er mit dem Radsport. 1947 siegte er im Amateurrennen Coppa Agostoni sowie im Giro del Mendrisiotto und erzielte insgesamt zehn Saisonerfolge. Die Tour du Lac Léman gewann er 1948. Bei den UCI-Straßen-Weltmeisterschaften der Amateure belegte er den 10. Platz. 1950 gewann er die Jugoslawien-Rundfahrt vor Franja Varga. Von 1949 bis 1952 fuhr er als Unabhängiger und als Berufsfahrer.

## Berufliches
Nach seiner aktiven Karriere wurde Fanti von 1954 bis 1970 Teammanager im Radsportteam Frejus. 